# 178 (nombre)
« Cent soixante-dix-huit » redirige ici. Pour l'année, voir 178.
178 (cent soixante-dix-huit ou cent septante-huit) est l'entier naturel qui suit 177 et qui précède 179.

## En mathématiques
Cent soixante-dix-huit est :
- Un nombre semi-premier, un produit de deux nombres premiers, nommément 2 et 89.
- Un nombre binaire équilibré : dans sa représentation binaire, il possède le même nombre de zéros et de uns.
- Un nombre polygonal à 31 côtés.

## Dans d'autres domaines
Cent soixante-dix-huit est aussi :
- Années historiques : -178, 178